# Enllaç C-Sb
Els compostos d'organoantimoni (o compostos orgànics de l'antimoni) són compostos químics que contenen un enllaç químic entre carboni (C) i antimoni (Sb) (enllaç C-Sb).
La química de l'organoantimoni és la ciència corresponent que explora les propietats, l'estructura i la reactivitat d'aquests compostos. Els estats d'oxidació rellevants són Sb(III) i Sb(V). La toxicitat de l'antimoni limita l'aplicació pràctica en química orgànica.

## Química de l'organoantimoni(II)
Les distibines tenen un enllaç únic Sb-Sb i tenen cert interès com a materials termocròmics. Per exemple, la tetrametildistibina és incolora com a gas, groc com a líquid, vermella com a sòlid just per sota del punt de fusió de 18,5 °C i de nou groc molt per sota del punt de fusió.

## Química de l'organoantimoni(III)
Es pot accedir als compostos del tipus R₃Sb (estibines) mitjançant la reacció del triclorur d'antimoni amb organoliti o amb reactius de Grignard.
SbCl₃ + 3 RLi (o RMgCl) → R₃Sb
Les reaccions típiques són:
R₃Sb + Br₂ → R₃SbBr₂
R₃Sb + O₂ → R₃SbO
R₃Sb + Na + NH₃ → R₂SbNa
R₃Sb + B₂H₆ → R₃Sb·BH₃
Les estibines són àcids de Lewis febles i, per tant, no es troben complexos -at. D'altra banda, tenen bones propietats donants i, per tant, s'utilitzen àmpliament en química de coordinació. Els compostos R₃Sb són més sensibles a l'aire que els seus homòlegs R₅Sb.
Els metal·locens d'antimoni també es coneixen:
14SbI₃ + 3 (Cp*Al)₄ → [2Cp*Sb]+[AlI₄]− + 8Sb + 6 AlI₃
L'angle Cp*-Sb-Cp* és de 154°.
El compost cíclic estibol, un anàleg estructural del pirrol, no s'ha aïllat, però es coneixen derivats substituïts coneguts com a estibols.

## Química de l'organoantimoni(V)
Els compostos d'antimoni del tipus R₅Sb (estiborans) es poden sintetitzar a partir de precursors trivalents de Sb:
Ph₃Sb + Cl₂ → Ph₃SbCl₂
Ph₃SbCl₂ + 2 PhLi → Ph₅Sb
També es poden obtenir compostos asimètrics mitjançant l'ió estiboni:
R₅Sb + X₂ → [R₄Sb]+[X]
[R₄Sb]+[X] + R'MgX → R₄R'Sb
Igual que en els compostos d'organobismut relacionats (mateix grup 15), els compostos d'organoantimoni(V) formen compostos d'oni i complexos -at.
El pentafenilantimoni es descompon a 200 °C en trifenilstibina i bifenil. Forma una geometria molecular bipiramidal trigonal. En el Me₅Sb relacionat, tots els protons metil són equivalents a -100 °C en protons RMN. Els compostos del tipus R₄SbX tendeixen a formar dímers.